# OT M-60
Der OT M-60 ist ein gepanzerter Personentransporter aus jugoslawischer Produktion.

## Produktion
Der OT M-60 (Oklopni Transporter Model-60 – gepanzerter Personentransporter Modell-60) war das erste jugoslawische Militärfahrzeug in Serienproduktion. Nachdem der reguläre OT nicht die Anforderungen erfüllen konnte, die die jugoslawische Volksarmee stellte, entwickelte FAMOS den OT zum OT M-60p (p für poboljšani – verbessert) weiter, der verschiedene Verbesserungen enthielt. Außerdem wurde 1973 eine Variante mit zwei rückstoßfreien 82-mm-M60-Kanonen für die Panzerabwehr entwickelt.

## Aufbau
Die Fahrerkabine befindet sich vorne links und hat eine Luke für Tageslicht. Alternativ kann diese durch Infrarottechnik ersetzt werden für nächtliches Fahren. Der Kommandant sitzt hinter dem Fahrer und rechts neben dem Kommandanten sitzt der Schütze des 12,7-mm-Maschinengewehres.
Das Fahrzeug wird von einem 6-Zylinder-Dieselmotor angetrieben, der 140 PS leistet und an Land eine Geschwindigkeit von maximal 45 km/h ermöglicht. Der OT M-60 ist eine komplett geschweißte Stahlkonstruktion, die Schutz vor Handfeuerwaffen bietet, allerdings kein ABC-Schutzsystem enthält.

## Nutzung

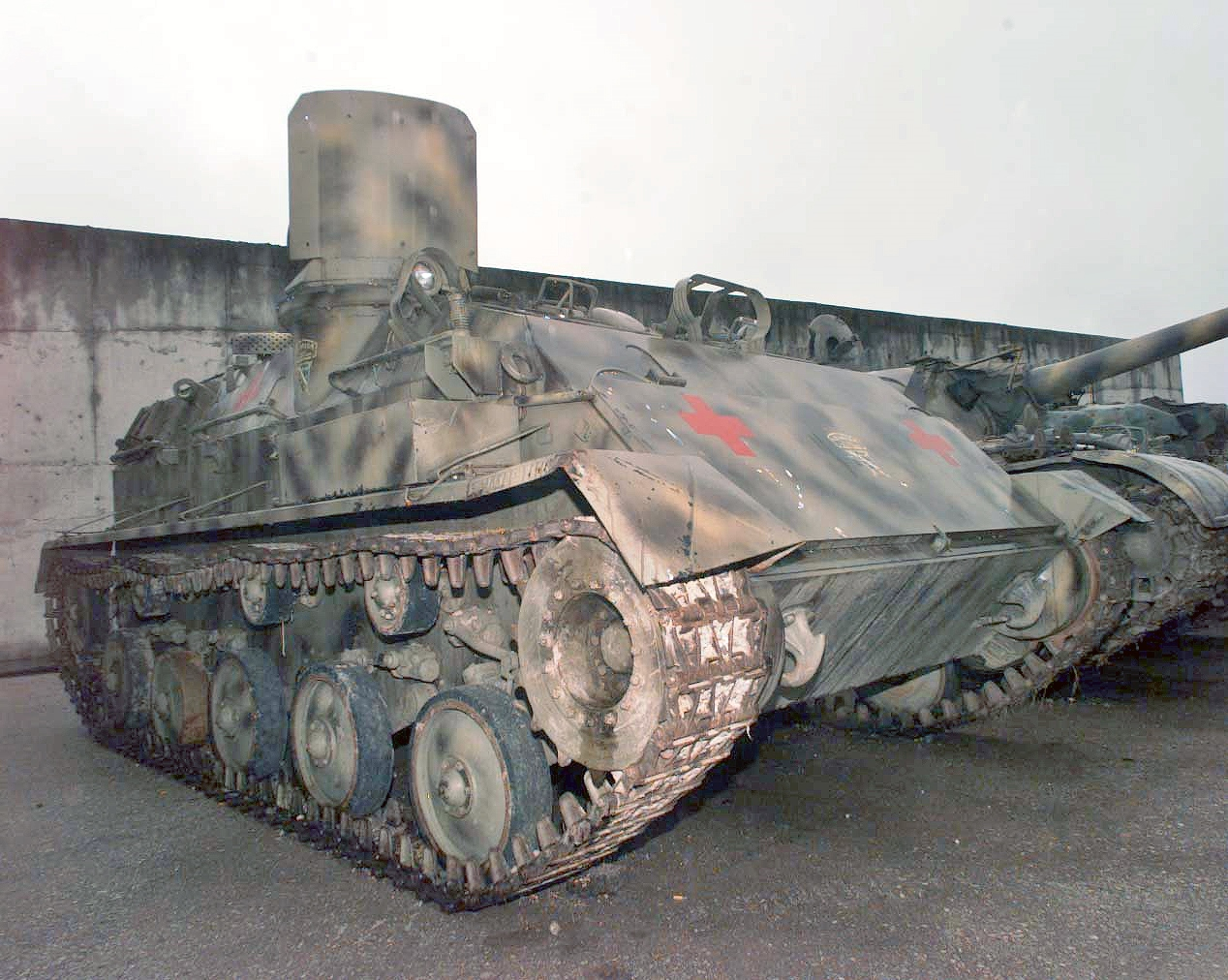
M-60P als Teil der Streitkräfte Bosnien und Herzegowinas als Ambulanzfahrzeug

Der OT M-60 wurde im Bosnienkrieg, Kroatienkrieg und im ersten Golfkrieg verwendet.
Nutzer:
 Bosnien und Herzegowina
ehemalige Nutzer:
 Irak
 Jugoslawien
 Kroatien
 Republika Srpska
 Serbien und Montenegro